# Chopin betegsége

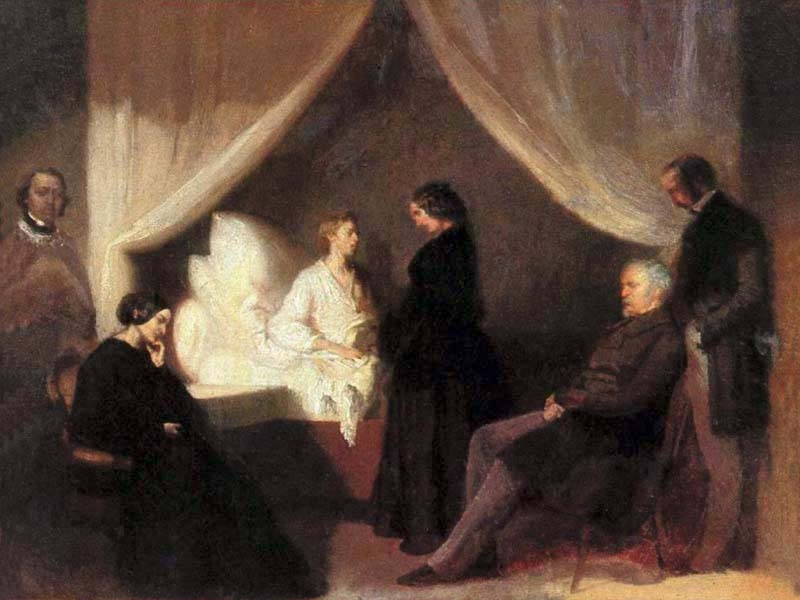
Fryderyk Chopin haldoklása Teofil Kwiatkowski, 1849, Jane Stirling rendelésére. Chopin ágyában ül (balról) Aleksander Jełowicki, Chopin nővére, Ludwika, Marcelina Czatoryska, Wojciech Gryzmała és Kwiatkowski társaságában

Frédéric Chopin betegsége és harminckilenc éves korában bekövetkezett viszonylag korai halálának oka máig nem tisztázott. Bár élete során gümőkórral diagnosztizálták és kezelték, halála után felmerült pár egyéb diagnózis is. 2011-ben publikálták egy teljes felülvizsgálat eredményét a lehetséges betegségeiről.

## Kórtörténete
Frédéric Chopin gyermekkora óta betegeskedett és orvosi felügyeletre szorult. Szervezete intoleranciát mutatott a zsíros ételekkel, kifejezetten a disznóhússal szemben, ami gyomorpanaszokat, hasmenést és súlyvesztést okozott nála. Később diétával próbálta enyhíteni panaszait. Lényeges javulást mutatott olyan ételek fogyasztása, mint például a méz és a zabkorpa. Chopin 170 centiméteres magasságához képest 28 éves korában csak 45 kilogrammot nyomott.
22 éves korában nem volt arcszőrzete. 1832-ben azt írta, hogy arcának egy oldalára pofaszakáll nőtt. 1826-ban hat hónapig betegeskedett, nyaki nyirokcsomói megnagyobbodtak, és szörnyű fejfájások gyötörték. 1830-ban krónikus hidegrázásai orrduzzanatot okoztak, így arra kényszerült, hogy lemondja bécsi koncertjeit.
1831-ben, Párizsban, a 21 éves Chopin vért köhögött fel. 1835-ben két hónapig gégegyulladás és hörghurut gyötörte, és ennek következményeként Varsóban azt pletykálták, hogy meghalt.
Nadragulyával kezelte magát fiatalkorában. Élete utolsó évtizedében köhögési rohamait cukor és ópium keverékkel enyhítette. Chopin bőséges nyálkát köhögött fel, általában délelőtt tíz óra felé. Alkalmanként ivott alkoholt, néha cigarettázott. Élete utolsó évében tartós hasmenése volt, amelyet feltehetőleg hasnyálmirigy-elégtelenség okozott az emésztőnedvek részleges hiányával, de a köptetőként használt cukor is fokozhatta hasmenését.
1849. október 17-én délután kettőkor váratlan köhögőroham tört reá. 39 éves korában halt meg. Orvosa, Jean Cruveilhier megerősítette halálát úgy, hogy egy tükröt tartott Chopin szájához, és pupilláit megvilágította egy gyertyával. Chopin kérésére orvosa egy neves patológussal felboncoltatta. Halotti bizonyítványa egy párizsi tűzvészben 1871-ben, vagy a második világháború alatt megsemmisült. Leírták benne, hogy halálának oka tuberkulózis és gégerák. Azonban Wojciech Grzymała egy Auguste Leónak írt levelében 1849-ben azt írta, hogy a boncolás nem mutatta ki tüdejének elváltozását, és betegsége ismeretlen az akkori orvostudomány számára. A halotti jelentést közölték Chopin nővérével, Ludwikával, Adolphe Gutmannal és Jane Stirlinggel.

## Orvosok
Chopin kezelőorvosainak száma bizonytalan, azonban számos író azt vallja, hogy 14, 31 illetve akár „közel 50”  is lehet ez a szám. A zeneszerző baráti viszonyt ápolt orvosokkal, akik mindenben támogatták őt.
Varsóban Chopin orvosai Jan Fryderyk Wilhelm Malcz, Franciszek Girardot és Frydeyk Adolf Roemer voltak, Bécsben Johann Malfatti, míg Párizsban Aleksander Hofman, Jean-Jacques Molin, André François Cauviere, Jan Matuszyński, Adam Raciborski, Pierre Gaubert, Gustave Papet és Coste kezelte. 1848-as londoni tartózkodása alatt Mallan és James Clark foglalkozott vele. Párizsban 1848–49-ben Léon Simon, Fraenkel, David Koreff, Louis és Roth törekedett helyzete javítására. Chopin utolsó orvosa Jean Cruveilhier volt.

## Családja
Keveset tudunk Frédéric apja, Nicolas Chopin egészségi állapotáról, aki 74 életéve alatt sokszor szenvedett légúti fertőzésekben. Anyjának nem volt semmilyen krónikus betegsége, 87 évig élt.
Frédéricnek három leánytestvére volt. Izabela 70 éves korában halt meg, nem volt beteges; Ludwika szintén légúti fertőzésben szenvedett és 47 évesen meghalt; a legfiatalabb lány, Emilia, egészségi állapota ingadozó volt, szervezete gyengének tűnt. Krónikus köhögésben és nehézlégzésben szenvedett; 15 évesen gyomorvérzésben halt meg.

## Hipotézisek

### Tuberkulózis
Chopin tuberkulózisát a korabeli módszerekkel kezelték.

### Cisztás fibrózis

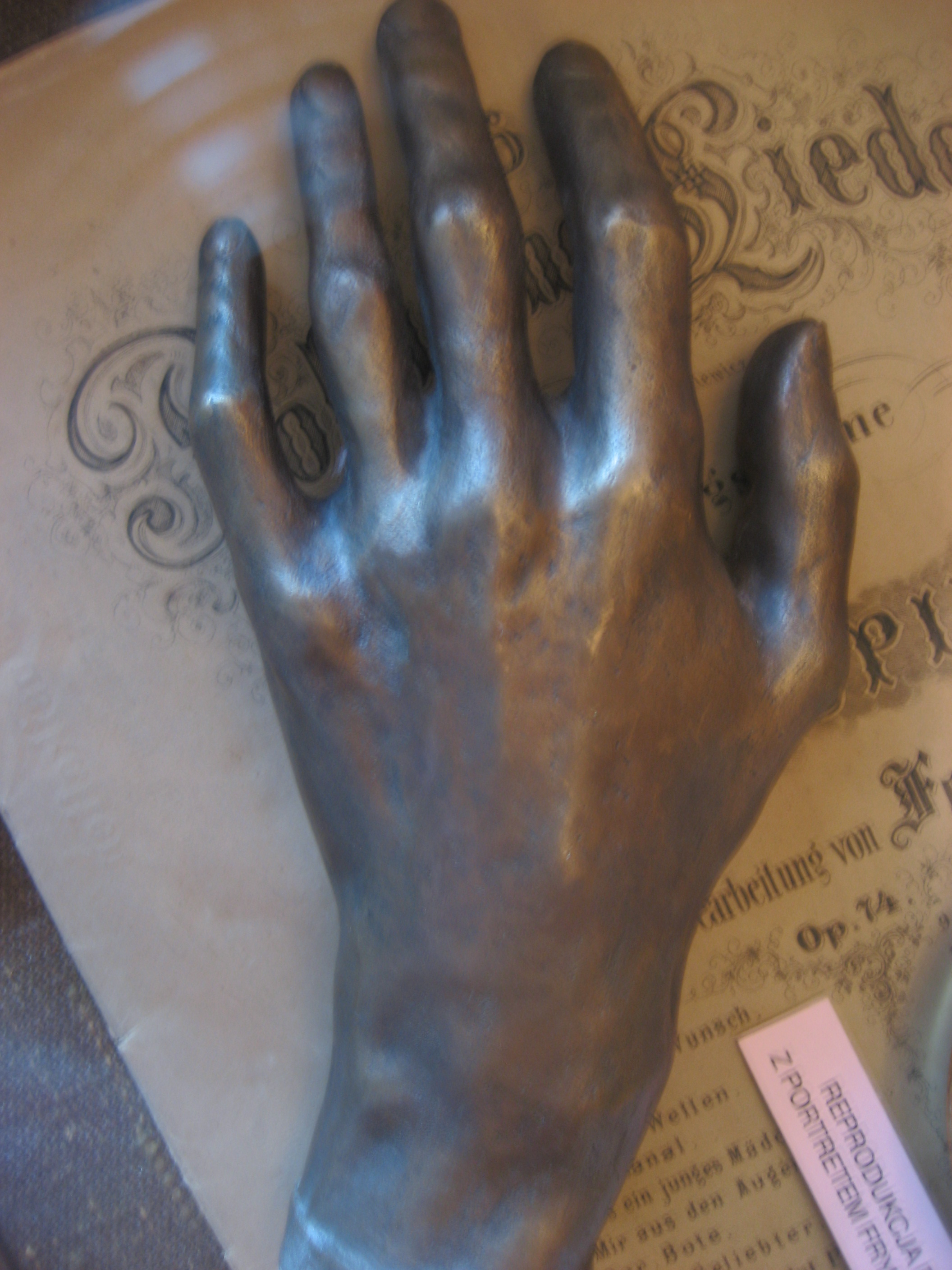
Chopin balkezének öntvénye

Azt a hipotézist, miszerint Chopin cisztás fibrózisban szenvedett, legelőször John O'Shea vetette fel, 1987-ben. Erre utaló panaszai: gyenge immunrendszer gyermekkorban, genetikai hajlam (Emilia), emésztőszervi (gasztrointesztinális) tünetek, a zsíros ételek intoleranciája, alsó légúti fertőzés, gennyesedés, téli depresszió, visszatérő fertőzések a felső légutakban (gégegyulladás, orrmelléküreg-gyulladás), mellkasüreg-megnagyobbodás (számos fényképen és karikatúrán látható), egyszer hőguta, fogszuvasodás, feltehetőleg terméketlenség.

### Érszűkület
Az Adam Kubba és Madeleine Young által megállapított betegségek valószínű oka érszűkület lehetett.

### Más betegségek
Kubba és Young rámutattak más betegségekre is, mint például az említett cisztás fibrózis, Churg–Strauss-szindróma, érgyulladás (vasculitis), ahol a bőr és a tüdő érintett, allergiák, tüdőbajok, tüdőelváltozások stb.

### Terméketlenség
Chopin valószínűleg korán kezdte el szexuális életét, de nem hagyott hátra utódokat. Néhány író azt állítja, hogy ez egyértelműen terméketlenségre utalhat.

### Depresszió
Chopin életrajzírói gyakran felvetik a depresszió témáját, viszont ezt ritkán említik pszichiáterek. Chopin mentális állapotával kapcsolatban az 1920-ban, Bronislaw Onuf-Onufrowicz által írt tanulmány az egyik legjelentősebb. A szerző életrajzíróktól idéz, Chopin jellemét és pszichés állapotát tárgyalva. A műben szó esik néhány tünetről, amelyek bipoláris zavarra utalnak, esetleg skizofréniára. Viszont rámutat a komoly pszichózis hiányára, arra, hogy  az egyedi tünetek alapján valószínűleg inkább csak hajlama volt ezekre mentális betegségekre.

## DNS-tesztek
Az orvosok próbálkoztak engedélyt szerezni arra, hogy szövetdarabot nyerjenek szívéből egy teszthez. Dr. Michael Witt a Varsói Institute of Molecular and Cell Biologytól 2008-ban számtalan kérést intézett a lengyel nagykövetséghez, viszont az engedélyt nem adták meg.

## Fordítás
Ez a szócikk részben vagy egészben  a   Chopin's disease című angol Wikipédia-szócikk ezen változatának fordításán alapul.  Az eredeti cikk szerkesztőit annak laptörténete sorolja fel. Ez a jelzés csupán a megfogalmazás eredetét és a szerzői jogokat jelzi, nem szolgál a cikkben szereplő információk forrásmegjelöléseként.